# Boletinus spectabilis
Болетин нарядный, или болетинус видный, или болетин примечательный (лат. Boletinus spectabilis) — гриб, вид рода болетин из семейства маслёнковых.

## Распространение
На территории России: Приполярный Урал, Пермский край, Западная Сибирь, Восточная Сибирь, Приморский край. 
В Европе встречается в Финляндии. Распространён в Северной Америке.
Внесён в Красную книгу Финляндии, находится под угрозой исчезновения. В Швеции вид не встречается.
Произрастает на почве в лиственничных лесах и по редколесьям. Образует микоризу с лиственницей.
Иногда растёт на коре у основания пней и живых стволов лиственницы.

## Описание
Шляпка выпуклая, 40—100 мм в диаметре, коричневато-красного цвета, поверхность слизистая, покрыта крупными и концентрически расположенными коричневатыми лоскутками (чешуйками волокнистыми и
хлопьевидными). С края шляпки свисают плёнчатые слизистые остатки частного покрывала. Трубчатый слой жёлтый. Ножка цилиндрической формы, размерами 50—70 на 10—15 мм, коричневатого цвета. В верхней части ножки находится слизистое кольцо. Мякоть плодового тела желтоватого оттенка.

## Таксономия
- Boletinus spectabilis (Peck) Murrill, Mycologia 1(1): 6 (1909)

Синонимы:
- Boletus spectabilis Peck, Ann. Rep. Reg. N.Y. St. Mus. 23: 128 (1872)basionym
- Suillus spectabilis (Peck) Kuntze, Revis. gen. pl. (Leipzig) 3(3): 536 (1898) — Маслёнок примечательный
- Fuscoboletinus spectabilis (Peck) Pomerl. & A.H.Sm., Brittonia 14: 161 (1962)